# صبراته
صبراته (به عربی: صبراتة) شهری در شمال غرب لیبی است که در غرب شهر طرابلس جای گرفته است. کارتاژی‌ها آن را در سدهٔ چهارم قبل از میلاد ساختند. اوج شکوفایی آن در زمان فرمانروایی رومیان در سدهٔ دوم میلادی بود. اکنون یادگارهای رومی در این شهر پابرجاست. محوطه باستانی صبراته در سال ۱۹۸۲ به عنوان میراث جهانی یونسکو به ثبت رسید.

## خصوصیات
صبراته ۱۰۲٬۰۳۸ نفر جمعیت دارد و ۱۰ متر بالاتر از سطح دریا واقع شده‌است.